# Varicella
|  | Denne artikel er oprettet af botten Steenthbot ud fra en ekstern database. Den kan derfor have sproglige fejl eller mangler. Denne skabelon kan fjernes efter kontrol af indholdet. |

Varicella er en dansk dokumentarfilm fra 2015 instrueret af Victor Kossakovsky.

## Handling
Søstrene Nastia på 13 år og Polina på 7 deler en drøm om at blive solodansere. De er begge elever på det prestigefyldte Russiske Balletakademi, hvor de er blevet udvalgt blandt 5500 børn fra hele Rusland. For at drømmen skal gå i opfyldelse, træner de mindst 6 timer hver dag. Men efter det første år skal Polina gennem en krævende prøve for at bevise, at hun er god nok til at fortsætte på akademiet. Nastia hjælper hende med forberedelserne i weekenderne i deres lille hus udenfor Skt. Petersborg. Nastia selv er et kæmpe talent og kan blive en stor ballerina engang i fremtiden, men hun er lille og uudviklet for sin alder og det skaber tvivl om, hvorvidt hun kan udvikle den fysiske styrke, en balletdanser må og skal have. Søstrene ved begge at det kun er ganske få, der realiserer drømmen om at blive solodansere, men de møder udfordringerne sammen og giver hinanden kræfter.